# Jan van Orléans
Jan van Orléans, ook gekend als Jan van Dunois en bijgenaamd de Bastaard van Orléans (23 november 1402 - L'Haÿ-les-Roses, 24 november 1468), was van 1403 tot aan zijn dood grootkamerheer van Frankrijk, vanaf 1421 heer van Valbonais, van 1424 tot 1439 graaf van Mortain, van 1439 tot aan zijn dood graaf van Dunois en van 1443 tot aan zijn dood graaf van Longueville. Ook was hij Frans legeraanvoerder in de Honderdjarige Oorlog. Hij was de stichter van het huis Orléans-Longueville.

## Levensloop
Jan was een buitenechtelijke zoon van hertog Lodewijk I van Orléans en diens geliefde Margaretha van Edingen. Hierdoor was hij een onwettige neef van de latere koning Karel VII van Frankrijk. Hij werd opgevoed bij de familie van zijn vader, zijn eerste levensjaren vooral door diens echtgenote Valentina Visconti.
Officieel was hij bestemd voor een geestelijke loopbaan, maar hij vluchtte weg van zijn leraren en trad in militaire dienst bij de latere koning Karel VII van Frankrijk. Karel VII had als gevolg van het Verdrag van Troyes van 1420 zijn koninkrijk voor een groot deel verloren en was daarom naar Bourges gevlucht. Zijn eerste wapenfeit was een zege over de in deze fase van de Honderdjarige Oorlog steeds succsvollere Engelsen, die hij in 1427 voor Montargis tot de aftocht dwong.
Toen de Engelsen in 1429 Orléans belegerden, verdedigde Jan samen met een groot leger de stad totdat Orléans ontzet werd door Jeanne d'Arc. Jan was na haar optreden in de Chinon in maart 1429 een trouwe wapenbroeder van de jonge vrouw en nam aan veel van haar militaire acties deel. Na de Slag bij Patay in juni 1429 doorkruiste Jan de gebieden van de Engelsen. Ook nadat Jeanne d'Arc in 1430 door de Engelsen werd gevangengenomen en in 1431 op de brandstapel eindigde, bleef hij uitblinken in de strijd tegen Engeland. In 1433 veroverde hij Chartres en in 1436 nam hij Parijs in, waarvoor hij in 1439 beleend werd met het graafschap Dunois. In 1442 verdreef hij de door hem gevreesde Engelse legeraanvoerder John Talbot uit Dieppe en werd als dank hiervoor in 1443 beleend met het graafschap Longueville. In 1448 nam hij het bevel van de Franse troepen in Normandië over en kon deze provincie tot in 1455 uit Engelse handen houden. Eveneens in 1448 veroverde hij de provincie Guyenne.
Tegen het einde van de Honderdjarige Oorlog, toen het gevaar van de Engelsen grotendeels verdwenen was, nam hij in 1440 deel aan de Praguerie-opstand van de Franse adel. In 1462 werd Jan door koning Lodewijk XI van Frankrijk als gouverneur naar Genua gestuurd, maar korte tijd later werd Jan van al zijn ambten ontheven wegens de argwaan en de jaloezie van Lodewijk XI. Hierdoor was hij in 1465 betrokken bij de Ligue du Bien Public. Bij het verdrag van Saint-Maur kreeg Jan van Dunois zijn ontheven goederen terug.
Op 24 november 1468 stierf Jan van Dunois vlak na zijn 66ste verjaardag in het kasteel van L'Haÿ-les-Roses. Hij werd bijgezet in de Notre-Damekerk van Cléry-Saint-André.

## Huwelijken en nakomelingen
In april 1422 huwde Jan in Bourges met Marie Louvet (overleden in 1426), dochter van Jean Louvet, de raadgever van koning Karel VII van Frankrijk. Het huwelijk bleef kinderloos.
Op 23 oktober 1439 huwde hij met zijn tweede echtgenote Maria van Harcourt (overleden in 1464), vrouwe van Parthenay. Ze kregen twee kinderen:
- Frans I (1447-1491), graaf van Longueville
- Catharina (1449-1501), huwde in 1468 met Johan VII van Saarbrücken, graaf van Roucy

## Kwartierstaat (voorouders)
| Jan II van Frankrijk (1319-1364) | Jan II van Frankrijk (1319-1364) | Jan II van Frankrijk (1319-1364) | Jan II van Frankrijk (1319-1364) | Jan II van Frankrijk (1319-1364)  | Jan II van Frankrijk (1319-1364)  | Bonne van Luxemburg (1315-1349)   | Bonne van Luxemburg (1315-1349)   | Bonne van Luxemburg (1315-1349)   | Bonne van Luxemburg (1315-1349)   | Bonne van Luxemburg (1315-1349)    | Bonne van Luxemburg (1315-1349)    |                                    |                                    | Peter I van Bourbon (1311-1356)    | Peter I van Bourbon (1311-1356)    | Peter I van Bourbon (1311-1356) | Peter I van Bourbon (1311-1356) | Peter I van Bourbon (1311-1356) | Peter I van Bourbon (1311-1356) | Isabella van Valois (1313-1383) | Isabella van Valois (1313-1383) | Isabella van Valois (1313-1383) | Isabella van Valois (1313-1383) | Isabella van Valois (1313-1383)       | Isabella van Valois (1313-1383) |  |  | Gerard II van Edingen (ca. 1320-1385) | Gerard II van Edingen (ca. 1320-1385) | Gerard II van Edingen (ca. 1320-1385) | Gerard II van Edingen (ca. 1320-1385) | Gerard II van Edingen (ca. 1320-1385) | Gerard II van Edingen (ca. 1320-1385) | Johanna van Barbançon (geboren ca. 1332) | Johanna van Barbançon (geboren ca. 1332) | Johanna van Barbançon (geboren ca. 1332) | Johanna van Barbançon (geboren ca. 1332) | Johanna van Barbançon (geboren ca. 1332) | Johanna van Barbançon (geboren ca. 1332) |                        |                        | Simon van Roucy-Pierrepont (overleden in 1392) | Simon van Roucy-Pierrepont (overleden in 1392) | Simon van Roucy-Pierrepont (overleden in 1392) | Simon van Roucy-Pierrepont (overleden in 1392) | Simon van Roucy-Pierrepont (overleden in 1392) | Simon van Roucy-Pierrepont (overleden in 1392) | Maria van Châtillon (overleden in 1396)        | Maria van Châtillon (overleden in 1396)        | Maria van Châtillon (overleden in 1396) | Maria van Châtillon (overleden in 1396) | Maria van Châtillon (overleden in 1396) | Maria van Châtillon (overleden in 1396) |  |  |  |  |  |  |  |  |  |  |  |  |  |  |  |  |  |  |  |  |  |  |  |  |  |  |  |  |  |  |  |  |  |  |  |  |  |  |  |  |  |  |  |  |  |  |  |  |
| Jan II van Frankrijk (1319-1364) | Jan II van Frankrijk (1319-1364) | Jan II van Frankrijk (1319-1364) | Jan II van Frankrijk (1319-1364) | Jan II van Frankrijk (1319-1364)  | Jan II van Frankrijk (1319-1364)  | Bonne van Luxemburg (1315-1349)   | Bonne van Luxemburg (1315-1349)   | Bonne van Luxemburg (1315-1349)   | Bonne van Luxemburg (1315-1349)   | Bonne van Luxemburg (1315-1349)    | Bonne van Luxemburg (1315-1349)    |                                    |                                    | Peter I van Bourbon (1311-1356)    | Peter I van Bourbon (1311-1356)    | Peter I van Bourbon (1311-1356) | Peter I van Bourbon (1311-1356) | Peter I van Bourbon (1311-1356) | Peter I van Bourbon (1311-1356) | Isabella van Valois (1313-1383) | Isabella van Valois (1313-1383) | Isabella van Valois (1313-1383) | Isabella van Valois (1313-1383) | Isabella van Valois (1313-1383)       | Isabella van Valois (1313-1383) |  |  | Gerard II van Edingen (ca. 1320-1385) | Gerard II van Edingen (ca. 1320-1385) | Gerard II van Edingen (ca. 1320-1385) | Gerard II van Edingen (ca. 1320-1385) | Gerard II van Edingen (ca. 1320-1385) | Gerard II van Edingen (ca. 1320-1385) | Johanna van Barbançon (geboren ca. 1332) | Johanna van Barbançon (geboren ca. 1332) | Johanna van Barbançon (geboren ca. 1332) | Johanna van Barbançon (geboren ca. 1332) | Johanna van Barbançon (geboren ca. 1332) | Johanna van Barbançon (geboren ca. 1332) |                        |                        | Simon van Roucy-Pierrepont (overleden in 1392) | Simon van Roucy-Pierrepont (overleden in 1392) | Simon van Roucy-Pierrepont (overleden in 1392) | Simon van Roucy-Pierrepont (overleden in 1392) | Simon van Roucy-Pierrepont (overleden in 1392) | Simon van Roucy-Pierrepont (overleden in 1392) | Maria van Châtillon (overleden in 1396)        | Maria van Châtillon (overleden in 1396)        | Maria van Châtillon (overleden in 1396) | Maria van Châtillon (overleden in 1396) | Maria van Châtillon (overleden in 1396) | Maria van Châtillon (overleden in 1396) |  |  |  |  |  |  |  |  |  |  |  |  |  |  |  |  |  |  |  |  |  |  |  |  |  |  |  |  |  |  |  |  |  |  |  |  |  |  |  |  |  |  |  |  |  |  |  |  |
|                                  |                                  |                                  |                                  |                                   |                                   |                                   |                                   |                                   |                                   |                                    |                                    |                                    |                                    |                                    |                                    |                                 |                                 |                                 |                                 |                                 |                                 |                                 |                                 |                                       |                                 |  |  |                                       |                                       |                                       |                                       |                                       |                                       |                                          |                                          |                                          |                                          |                                          |                                          |                        |                        |                                                |                                                |                                                |                                                |                                                |                                                |                                                |                                                |                                         |                                         |                                         |                                         |  |  |  |  |  |  |  |  |  |  |  |  |  |  |  |  |  |  |  |  |  |  |  |  |  |  |  |  |  |  |  |  |  |  |  |  |  |  |  |  |  |  |  |  |  |  |  |  |
|                                  |                                  |                                  |                                  | Karel V van Frankrijk (1337-1380) | Karel V van Frankrijk (1337-1380) | Karel V van Frankrijk (1337-1380) | Karel V van Frankrijk (1337-1380) | Karel V van Frankrijk (1337-1380) | Karel V van Frankrijk (1337-1380) |                                    |                                    |                                    |                                    |                                    |                                    | Johanna van Bourbon (1338-1378) | Johanna van Bourbon (1338-1378) | Johanna van Bourbon (1338-1378) | Johanna van Bourbon (1338-1378) | Johanna van Bourbon (1338-1378) | Johanna van Bourbon (1338-1378) |                                 |                                 |                                       |                                 |  |  |                                       |                                       |                                       |                                       | Jacob van Edingen (overleden in 1427) | Jacob van Edingen (overleden in 1427) | Jacob van Edingen (overleden in 1427)    | Jacob van Edingen (overleden in 1427)    | Jacob van Edingen (overleden in 1427)    | Jacob van Edingen (overleden in 1427)    |                                          |                                          |                        |                        |                                                |                                                | Maria van Roucy-Pierrepont (overleden in 1416) | Maria van Roucy-Pierrepont (overleden in 1416) | Maria van Roucy-Pierrepont (overleden in 1416) | Maria van Roucy-Pierrepont (overleden in 1416) | Maria van Roucy-Pierrepont (overleden in 1416) | Maria van Roucy-Pierrepont (overleden in 1416) |                                         |                                         |                                         |                                         |  |  |  |  |  |  |  |  |  |  |  |  |  |  |  |  |  |  |  |  |  |  |  |  |  |  |  |  |  |  |  |  |  |  |  |  |  |  |  |  |  |  |  |  |  |  |  |  |
|                                  |                                  |                                  |                                  | Karel V van Frankrijk (1337-1380) | Karel V van Frankrijk (1337-1380) | Karel V van Frankrijk (1337-1380) | Karel V van Frankrijk (1337-1380) | Karel V van Frankrijk (1337-1380) | Karel V van Frankrijk (1337-1380) |                                    |                                    |                                    |                                    |                                    |                                    | Johanna van Bourbon (1338-1378) | Johanna van Bourbon (1338-1378) | Johanna van Bourbon (1338-1378) | Johanna van Bourbon (1338-1378) | Johanna van Bourbon (1338-1378) | Johanna van Bourbon (1338-1378) |                                 |                                 |                                       |                                 |  |  |                                       |                                       |                                       |                                       | Jacob van Edingen (overleden in 1427) | Jacob van Edingen (overleden in 1427) | Jacob van Edingen (overleden in 1427)    | Jacob van Edingen (overleden in 1427)    | Jacob van Edingen (overleden in 1427)    | Jacob van Edingen (overleden in 1427)    |                                          |                                          |                        |                        |                                                |                                                | Maria van Roucy-Pierrepont (overleden in 1416) | Maria van Roucy-Pierrepont (overleden in 1416) | Maria van Roucy-Pierrepont (overleden in 1416) | Maria van Roucy-Pierrepont (overleden in 1416) | Maria van Roucy-Pierrepont (overleden in 1416) | Maria van Roucy-Pierrepont (overleden in 1416) |                                         |                                         |                                         |                                         |  |  |  |  |  |  |  |  |  |  |  |  |  |  |  |  |  |  |  |  |  |  |  |  |  |  |  |  |  |  |  |  |  |  |  |  |  |  |  |  |  |  |  |  |  |  |  |  |
|                                  |                                  |                                  |                                  |                                   |                                   |                                   |                                   |                                   |                                   | Lodewijk I van Orléans (1372-1407) | Lodewijk I van Orléans (1372-1407) | Lodewijk I van Orléans (1372-1407) | Lodewijk I van Orléans (1372-1407) | Lodewijk I van Orléans (1372-1407) | Lodewijk I van Orléans (1372-1407) |                                 |                                 |                                 |                                 |                                 |                                 |                                 |                                 |                                       |                                 |  |  |                                       |                                       |                                       |                                       |                                       |                                       |                                          |                                          |                                          |                                          | Margaretha van Edingen                   | Margaretha van Edingen                   | Margaretha van Edingen | Margaretha van Edingen | Margaretha van Edingen                         | Margaretha van Edingen                         |                                                |                                                |                                                |                                                |                                                |                                                |                                         |                                         |                                         |                                         |  |  |  |  |  |  |  |  |  |  |  |  |  |  |  |  |  |  |  |  |  |  |  |  |  |  |  |  |  |  |  |  |  |  |  |  |  |  |  |  |  |  |  |  |  |  |  |  |
|                                  |                                  |                                  |                                  |                                   |                                   |                                   |                                   |                                   |                                   | Lodewijk I van Orléans (1372-1407) | Lodewijk I van Orléans (1372-1407) | Lodewijk I van Orléans (1372-1407) | Lodewijk I van Orléans (1372-1407) | Lodewijk I van Orléans (1372-1407) | Lodewijk I van Orléans (1372-1407) |                                 |                                 |                                 |                                 |                                 |                                 |                                 |                                 |                                       |                                 |  |  |                                       |                                       |                                       |                                       |                                       |                                       |                                          |                                          |                                          |                                          | Margaretha van Edingen                   | Margaretha van Edingen                   | Margaretha van Edingen | Margaretha van Edingen | Margaretha van Edingen                         | Margaretha van Edingen                         |                                                |                                                |                                                |                                                |                                                |                                                |                                         |                                         |                                         |                                         |  |  |  |  |  |  |  |  |  |  |  |  |  |  |  |  |  |  |  |  |  |  |  |  |  |  |  |  |  |  |  |  |  |  |  |  |  |  |  |  |  |  |  |  |  |  |  |  |
|                                  |                                  |                                  |                                  |                                   |                                   |                                   |                                   |                                   |                                   |                                    |                                    |                                    |                                    |                                    |                                    |                                 |                                 |                                 |                                 |                                 |                                 |                                 |                                 | Jan, bastaard van Orléans (1402-1468) |                                 |  |  |                                       |                                       |                                       |                                       |                                       |                                       |                                          |                                          |                                          |                                          |                                          |                                          |                        |                        |                                                |                                                |                                                |                                                |                                                |                                                |                                                |                                                |                                         |                                         |                                         |                                         |  |  |  |  |  |  |  |  |  |  |  |  |  |  |  |  |  |  |  |  |  |  |  |  |  |  |  |  |  |  |  |  |  |  |  |  |  |  |  |  |  |  |  |  |  |  |  |  |